# Kõrvemaa
Kõrvemaa (ou em estoniano:  Vahe-Eesti madalik ('Planície Central Estoniana')) é uma região geográfica no norte da Estónia. A sua área é de 3130 km2, com 110 km de comprimento e 40 km de largura.
A região é caracterizada por áreas húmidas (37,7% da região) e florestas. O assentamento é escasso.
Um alto percentual da região está sob protecção: a Reserva Natural de Põhja-Kõrvemaa e a Área de Conservação da Paisagem Põhja, também parte do Parque Nacional de Lahemaa.